# Nicolae Hagi Stoica
Nicolae Hagi Stoica (n. 1818, mahalaua Mavrodoiului din Pitești – d. 1900, mahalaua Lucaci din București) a fost un renumit comerciant român.